# Джулі Пфанненшмідт

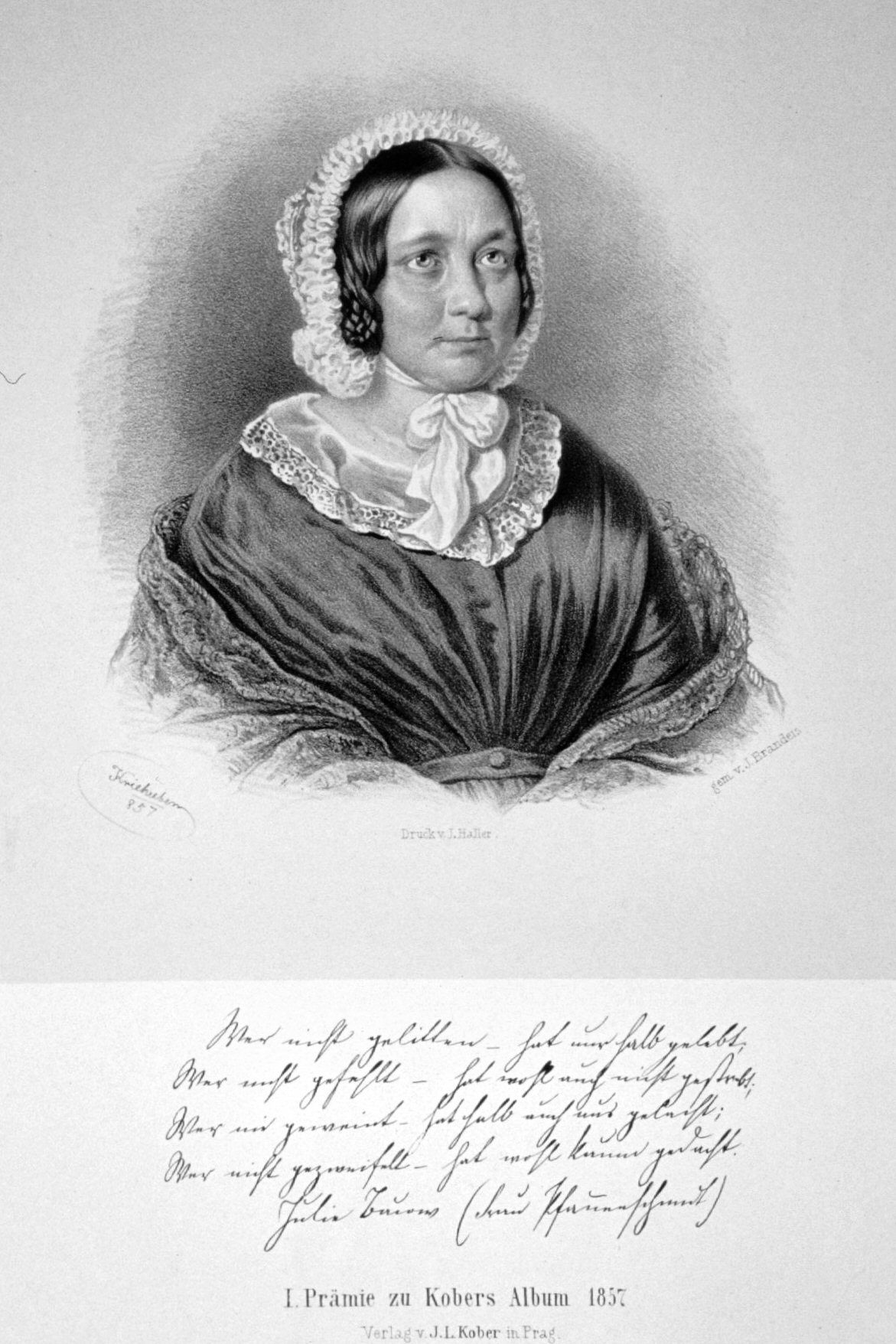
Джулі Пфанненшмідт (Буров), літографія Йозефа Кріхубера по картині Йоганна Адольфа Брандейса, 1857 рік

Джулі Пфанненшмідт, до шлюбу Буров (англ. Burow; * 24 лютого 1806, Кюдлен, Нова Східна Пруссія; † 20 лютого 1868, Бромберзі) — німецька письменниця та феміністка. Публікувалася переважно під своїм дошлюбним прізвищем Джулі Буров.

## Життєпис
Після Тільзитського миру родина Джулі Буров переїхала до Ельблонга, де її батько влаштувався на посаду митного інспектора. З 1816 року, після розлучення батьків, жила з родичами в Тільсіті, де в 1819 році закінчила шкільну освіту. Після цього з матір'ю переїхала до тітки в Лаггарбен. Щоб допомогти матері вилікуватись, почала працювати вихователькою у Похібельсі поблизу Растенбурга. Її батько на той час став секретарем уряду в Гданську, куди родина переїхала в 1823 році. У Гданську Буров познайомилася з молодим будівельним службовцем Пфанненшмідтом, одружилася з ним в січні 1831 року і переїхала в Neufahrwasser (сьогодні частина Гданська).
Неодноразові переїзди чоловіка привели Буров до Драцена, де професор Вільгельм Клюз запропонував їй зайнятися письменницькою діяльністю. Однак вона змогла присвятила себе справі лише виховавши дітей. У Цюліхау чоловіка Буров засудили за нібито політичну діяльність і лише через вісім місяців повернули на посаду. Незабаром подружжя переїхало до Бромберга. У 1850 році був опублікований її перший двотомний роман «Фрауен-Лот». Пфанненшмідт помер у 1868 році від інсульту.
У своїх численних романах та новелах Джулі Буров головним чином торкнулася дрібнобуржуазного життя у малих містах, звертаючи особливу увагу на становище жінки в сім'ї середнього класу.

## Окремі твори
Романи
- 1850: Жіноча партія (2 томи)
- 1852: З життя щасливої людини (3 томи)
- 1854: Лікар у маленькому містечку (2 томи)
- 1854: Картинки з життя
- 1855: Довічна мрія (3 томи)
- 1856: Спогади про бабусю (2 томи)
- 1857: Бідність і щастя (3 томи)
- 1857: Йоганнес Кеплер (біографічний роман у 3-х томах; 1865 продовжується як Йоганнес Кеплер. Другий розділ, також 3 томи)
- 1859: Любов митців
- 1860: Вальтер Кюне
- 1861: слова серця
- 1862: мер (історичний роман у 3-х томах)
- 1863: Діти будинку
- 1867: Пруси в Празі
- 1869: У звуці хвиль (2 томи)

Новели та оповідання
- 1853: Офтальмолог. Історія для молоді
- 1854: «Романи» (2 т., 1857 р. 2. Видання під назвою З життя жінок)
- 1854: Шлях до неба
- 1861: На польському кордоні

Буров також писала вірші, опубліковані в 1858. Деякі її твори з'явились у серії Альбом: Бібліотека оригінальних німецьких романів найпопулярніших письменників (Прага, Кобер та Марґраве) та у внутрішній Бібліотеці молоді (Берлін, Хассельберг). Однією з її найуспішніших публікацій були Добрі слова. Подарунок на життєвому шляху, присвячений дочкам в Німеччині. Розлогий твір Буров про Йоганнеса Кеплера — крім кількох віршів — перший великий німецький літературний твір про астрономів.

## Вебпосилання
- Бібліографія. Джулі Пфанненшмідт // Німецька національна бібліотека